# Gobryas (Vater des Mardonios)
Gobryas (altpersisch: Gaubaruva, elamisch: Kambarma), Sohn des Marduniya, war ein persischer Adliger des Achämenidenreichs im 6. vorchristlichen Jahrhundert.

## Verschwörer

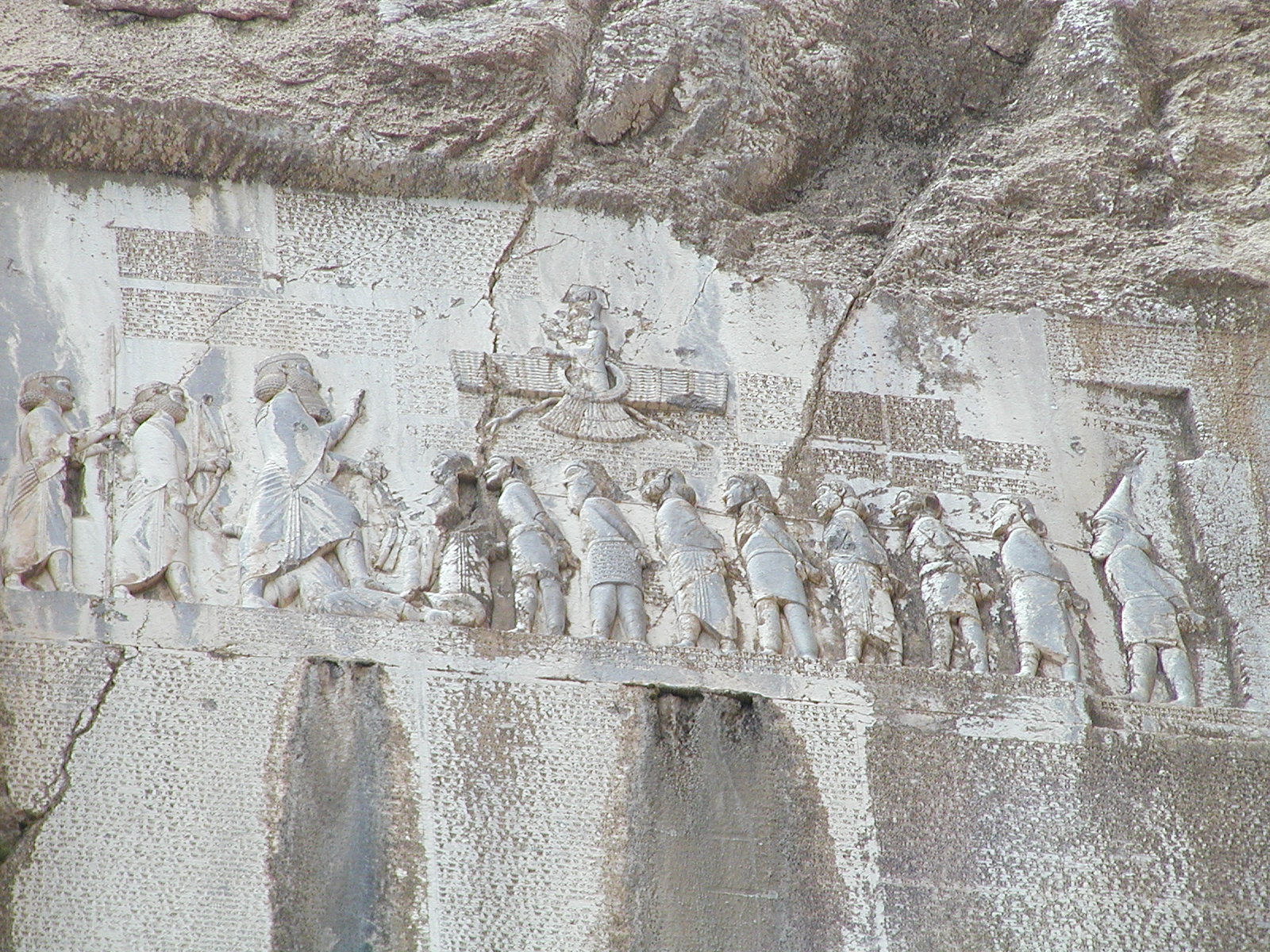
Die Behistun-Inschrift samt Relief. Gobryas ist hier als die äußerst links stehende Figur zu sehen. Vor ihm steht der „Bogenträger“ Intaphrenes gefolgt von dem auf Gaumatas Leiche stehenden Dareios I., welcher über seine unterworfenen Feinde richtet.

Gobryas war im Jahr 522 v. Chr. neben Otanes, Ardumaniš, Intaphrenes, Hydarnes, Megabyzos und Dareios einer der sieben Verschworenen gegen den Usurpator Gaumata. Er war neben Ardumaniš einer der ersten, der von Otanes in die heimliche Usurpation des Perserthrons durch die Magier eingeweiht wurde. Er selbst weihte darauf den Megabyzos ein. Während des Kampfes in den königlichen Gemächern hatte sich Gobryas auf Gaumata geworfen und soll dabei zur Selbstaufopferung bereit gewesen sein, indem er Dareios dazu aufforderte, ihn mit dem Schwert zu durchbohren um somit auch den Gaumata zu treffen. Doch Dareios konnte den Usurpator töten, ohne dafür Gobryas verletzen zu müssen.
Nach dem erfolgreichen Machtwechsel schlug Gobryas 520 v. Chr. den Aufstand der Elamiten nieder. Danach wird er noch einmal als Teilnehmer des Feldzugs gegen die Skythen an der Donau 513 v. Chr. genannt. Letztmals wird Gobryas auf einer auf das Jahr 498 v. Chr. zu datierenden Tontafel aus Persepolis genannt.
Am Hof des Dareios I. hatte Gobryas eine der höchsten Würden eingenommen. Am Grab des Königs in Naqsch-e Rostam ist er in der Funktion des königlichen „Lanzenträgers“ (arštibara) verewigt. Auch wird ihm die Darstellung des Lanzenträgers in dem Relief zur berühmten Behistun-Inschrift (siehe Bild) zugeschrieben. Wahrscheinlich hatte er die Befehlsgewalt über das Gardekorps der „Apfelträger“ inne.

## Herkunft und Familie
Das Relief des Gobryas am Grab von Naqsch-e Rostam wird wie folgt beschrieben: „Gobryas von Pâtišuvariš, der Lanzenträger des Königs Dareios.“ Möglicherweise gehörte er der von Strabon beschriebenen Volksgruppe der Pateischoreiner an, die einen Unterstamm der Perser in enger Verbindung zu den Achämeniden bildeten.
Als einziger der Verschwörer hatte Gobryas schon vor dem Umsturz 522 v. Chr. in einem engen verwandtschaftlichen Verhältnis zu Dareios I. gestanden, was sicherlich auch seine Motivation zur Mitwirkung an der Verschwörung erklärt. Die erste Frau des Dareios war nämlich eine Tochter von ihm und die drei ersten Söhne des Großkönigs (Artobazanes, Ariamenes, Ariabignes) waren folglich seine Enkel. Nach dem Umsturz heiratete Gobryas dann in zweiter Ehe eine Schwester des Dareios, die ihm den Mardonios († 479 v. Chr.) gebar. Der wiederum wurde schließlich mit einer Tochter des Dareios, Artazostre, verheiratet.
Die Nachkommen des Gobryas stellten eine der Familien der sogenannten „sieben Perser“ des persischen Hochadels, den Nachkommen der sieben Verschworenen (einschließlich des Dareios). Weitere bekannte Nachkommen bis auf Mardonios können ihm allerdings nicht zugeschrieben werden. 